# Podolestes furcifer
Podolestes furcifer är en trollsländeart som beskrevs av Maurits Anne Lieftinck 1950. Podolestes furcifer ingår i släktet Podolestes och familjen Megapodagrionidae. Inga underarter finns listade i Catalogue of Life.